# Franzose (Werkzeug)
Ein Franzose ist ein verstellbarer Schraubenschlüssel mit beidseitigem Maul.
Er ist ein universelles Handwerkzeug zum Lösen und Anziehen von Schraubverbindungen. Durch Drehen des Handgriffes kann der Abstand der beiden Spannbacken stufenlos verstellt werden. Somit kann er für alle Schraubenköpfe und Muttern verwendet werden, die über parallele Außenkanten verfügen, ohne Rücksicht auf Fertigungstoleranzen oder Einheitensystem (metrisch oder zöllig). Zusätzlich können ähnlich einem Feilkloben oder einer Schraubzwinge flache Werkstücke miteinander verspannt werden. 
Auf den Handgriff kann ein Rohr aufgesteckt werden, um mehr Kraft bzw. Drehmoment aufzubringen.
Im Unterschied zum Engländer kann über den großen Griff und das feine Gewinde eine wesentlich stärkere Klemmung erreicht werden. Wenn besonders viel Kraft aufgebracht werden muss, kann in die Gegenseite des Mauls eine zweite Mutter gleicher Größe eingesetzt werden. So wirkt kein Biegemoment auf den Schaft des Werkzeugs und die Backen bleiben parallel. Ein Engländer hat demgegenüber nur ein einseitiges Maul und benötigt entsprechend weniger Platz.

Verstellschlüssel haben generell den Nachteil, dass sie meist nur auf zwei Flanken des Schraubenkopfes wirken. Steck- und Ringschlüssel greifen demgegenüber an allen Flanken von sechsseitigen Köpfen an und können dadurch größere Drehmomente übertragen.

Das deutsche Verkehrszeichen 365-62 Pannenhilfe

Der Franzose ist auf dem deutschen Verkehrszeichen für Pannenhilfe (Nr. 365-62) abgebildet.